# Фостер-Сити
Фостер-Сити (англ. Foster City) — прибрежный город в округе Сан-Матео, в штате Калифорния, в Соединённых Штатах Америки.
Согласно данным переписи населения США 2020 года число жителей города составляло 33 805 человек, что, для такого небольшого населённого пункта, существенно больше (+ 10,6 %), чем было во время предыдущей переписи проводившейся в 2010 году (30 567 человек).

## История
Фостер-Сити основан в 1960-х годах на острове Брюэр в болотах тихоокеанского залива Сан-Франциско, на восточной окраине Сан-Матео, расширен за счёт спроектированной свалки.

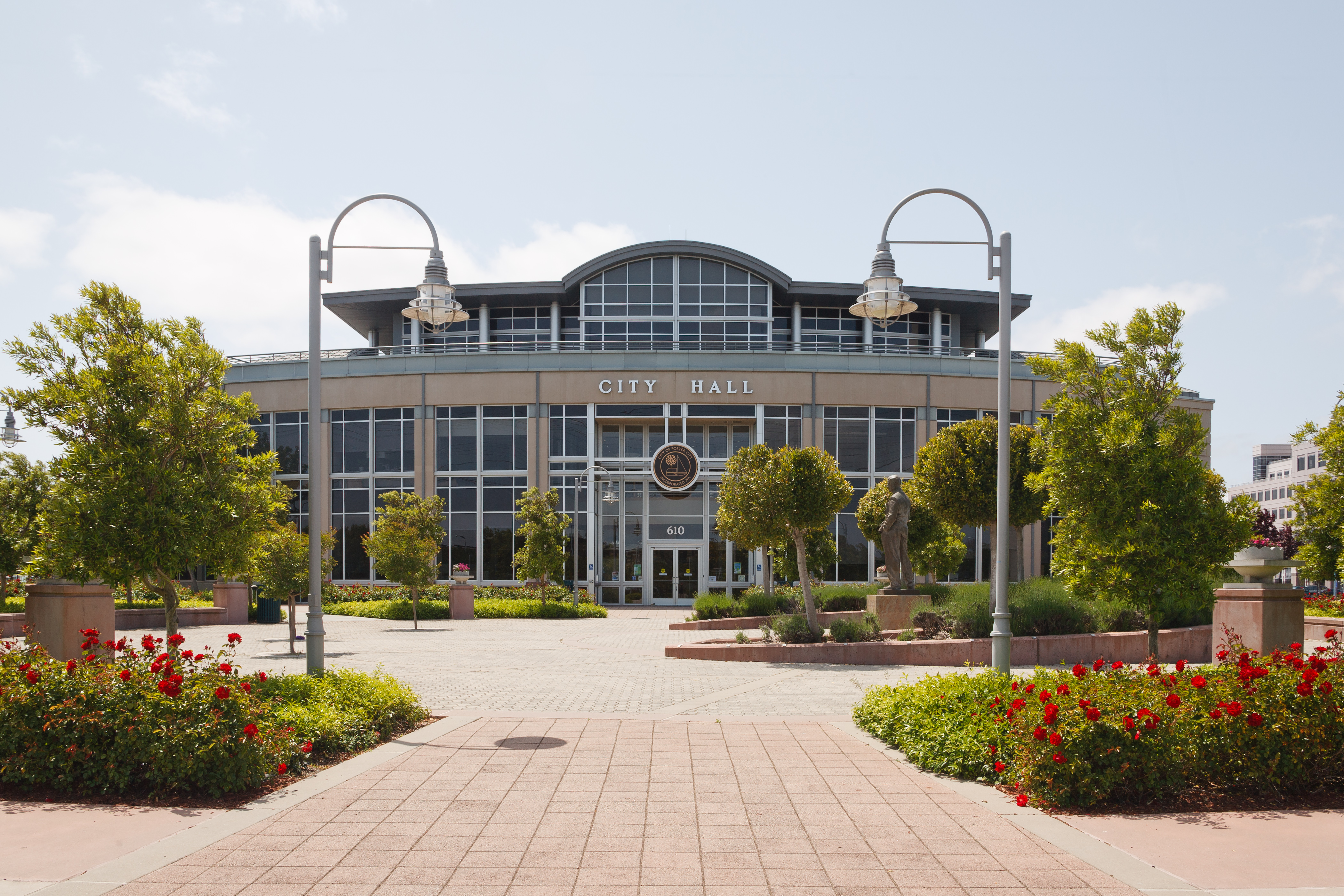
Сити-Холл Фостер-Сити

Сообщество было названо в честь Т. Джека Фостера (англ. T. Jack Foster), магната недвижимости, который владел большей частью этих земель и сыграл важную роль в первоначальном проектировании населённого пункта. Его фирма "Foster Enterprises", которой теперь управляют его потомки, переехала в Сан-Матео в 2000 году и до сих пор занимается недвижимостью по всей области залива Сан-Франциско.
Первые постоянные жители переехали в Фостер-Сити 7 марта 1964 года. Чарльз Зербе (англ. Charles Zerbe), пожарный из Сан-Франциско с женой и двумя маленькими сыновьями, заплатил 23 500 долларов за свой пятикомнатный дом на Пилигрим-драйв.
27 апреля 1971 года сообщество было включено в реестр штата Калифорния и Фостер-Сити официально получил статус города.

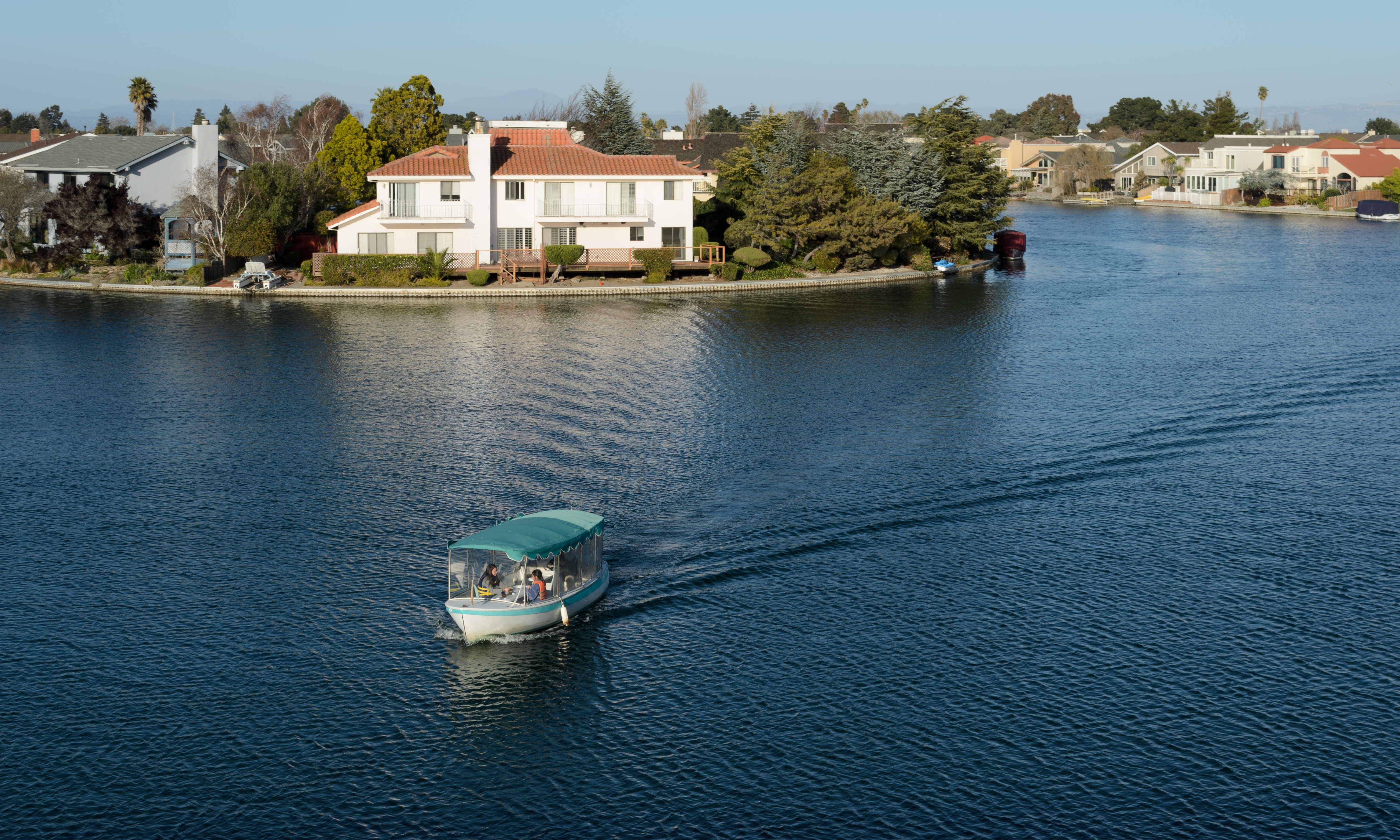
Катание на лодках — популярный вид отдыха

В начале 1960-х годов первые дома, построенные в Фостер-Сити, продавались менее чем за 18 тысяч долларов. К концу 1960-х годов средняя цена дома составляла чуть менее 30 000 долларов. В 2024 году средняя стоимость жилья составляла уже около 2 миллионов долларов США In 2024, the average home value was $1,926,381..
Город часто называют частью Кремниевой долины из-за близости направлений развития его местной промышленности к городам Кремниевой долины. В Фостер-Сити расположены головные офисы таких компаний как GridGain Systems, Gilead Sciences, Replit и Zoox. Ранее здесь располагались штаб-квартиры Visa и Sledgehammer Games.
Фостер-Сити — один из самых декриминализированных городов Соединённых Штатов, где в среднем за десятилетие совершается одно убийство. Однако назвать город полностью безопасным было бы не верно из-за постоянной угрозы наводнений (см. раздел «География»').

## География

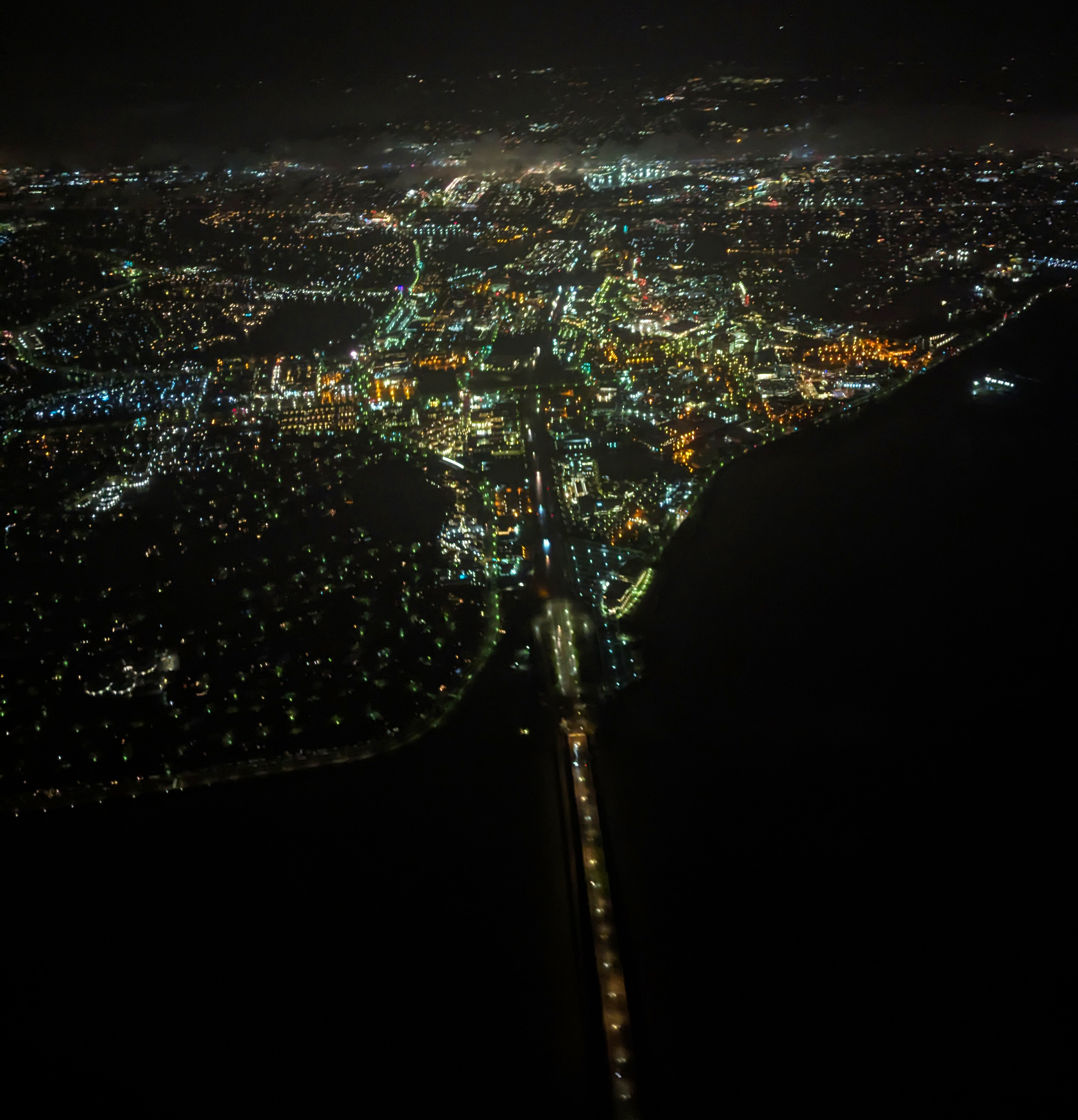
Города Сан-Матео и Фостер-Сити зимней ночью

Согласно данным Бюро переписи населения США, общая площадь города составляет 19,8 квадратных мили (51 км2), из которых 3,8 квадратных мили (9,8 км2) занимает суша, а 16,1 квадратных мили (42 км2 или 81,07 %) приходится на водную поверхность.
Высота над уровнем моря составляет всего 2,1 метра, поэтому Фостер-Сити существуют проблемы с проникновением воды из залива Сан-Франциско, и он потенциально подвержен постоянному затоплению по мере повышения уровня моря. Проект по улучшению существующей дамбы с помощью стальной армированной стены находится в стадии реализации с тех пор, как Федеральное агентство по управлению в чрезвычайных ситуациях обозначило всю территорию как зону возможного затопления Тихим океаном, из-за чего жители платят гораздо более высокие страховые выплаты касающиеся возможных наводнений.

## Климат
В Фостер-Сити, как и на большей части полуострова, мягкий средиземноморский климат с теплым, сухим летом и прохладной, влажной зимой. Самый теплый месяц года — сентябрь, со средней дневной температурой 77,8 °F (25,4 °C) и средней ночной температурой 53,8 °F (12,1 °C), а самый холодный месяц года — январь, со средней дневной температурой 58 °F (14 °C) и средней ночной температурой 41,5 °F (5,3 °C).